# カワセミ属
カワセミ属とは、カワセミ科の属のひとつである。

## 種
カワセミ属は全15種に分類される。
- オオカワセミ (Alcedo hercules)
- カワセミ (Alcedo atthis)
- ハシグロカワセミ (Alcedo semitorquata)
- ルリハシグロカワセミ (Alcedo quadribrachys)
- ルリカワセミ (Alcedo meninting)
- ルリミツユビカワセミ (Alcedo azurea)
- ビスマークカワセミ (Alcedo websteri)
- アオムネカワセミ (Alcedo euryzona)
- ヒメアオカワセミ (Alcedo coerulescens)
- ヒメミツユビカワセミ (Alcedo pusilla)
- セジロカワセミ（Alcedo argentata）
- カンムリカワセミ（Alcedo cristata）
- Alcedo cyanopectus
- シロハラカワセミ（Alcedo leucogaster）
- マダガスカルカンムリカワセミ（Alcedo vintsioides）